# Автотипія
Автоти́пія  (від грец. αυτος — сам і τυπος — відбиток) — фотомеханічний спосіб поліграфічного відтворення напівтонових зображень (фотознімків, акварельних малюнків, олійного живопису) засобами високого друку, заснований на можливості передачі півтонів системою крапок різних розмірів (растр) й однакової сили (насиченості). У найсвітліших місцях зображення, крапки мають найменший діаметр і поступово збільшуються в міру посилення тону.

## Технологія
Розподіл півтонів на крапки досягається фотографуванням оригіналу (зображення) через оптичний прилад — растр. Залежно від якості паперу, на якому буде друкуватися репродукція, і швидкості друкування застосовуються растри з різною частотою ліній — від 24 на 1 см, згідно з чим на кожен см² репродукції припадає від 576 до 6400 крапок. Негатив, отриманий при фотографуванні через растр, копіюють на метал (у більшості випадків цинк) і копію травлять кислотою, що роз'їдає метал у проміжках між крапками. У результаті крапки робляться рельєфними, тобто виходить форма високого друку — автотипне (растрове) кліше.

## Застосування
Автотипію широко застосовують для відтворення не тільки однокольорових, але й багатокольорових оригіналів (три- і чотирикольорова автотипія). В основі відтворення багатокольорових оригіналів лежить фотографічний кольороподіл: світло, відбите від оригіналу, пропускають крізь різнокольорові світлофільтри, які надіваються на об'єктив фотоапарата. Внаслідок три- або чотириразового фотографування одержують кольороподілені растрові негативи, з яких виготовляють три або чотири автотипні кліше. При послідовному друкуванні з виготовлених кліше основними фарбами — жовтою, червоною і синьою (іноді — чорною) одержують багатокольорову репродукцію, близьку за кольором до оригіналу.
Залежно від ряду умов друкування і виготовлення друкарської форми (якість паперу і фарби, вид друкарської машини, швидкість друкування тощо) при автотипії застосовуються растри з різною густотою ліній (на 1 см), зокрема для газетних кліше 20—30 ліній, для книжково-журнальних — 30—48, для художніх робіт і точних наукових ілюстрацій — 48—54, для кольорової репродукції — 54—60—70 ліній.